# Jaroslav Perner
Jaroslav Perner, křtěný Jaroslav Václav(28. března 1869 Týnec nad Labem – 9. června 1947 Praha) byl český geolog a paleontolog, zakladatel české paleontologické školy.

## Životopis
Ovlivnil ho jeho strýc, významný český geolog Antonín Frič, který ho také učil na Karlově univerzitě. Na studiích strávil nějaký čas i na univerzitách v Birminghamu a Tübingenu. Poté si vyzkoušel terénní výzkum v Německu, Francii, Švédsku, Norsku a Ruské říši (zejména na Uralu). Od roku 1892 byl asistentem v Českém geologickém muzeu. Byl též člen redakční rady geologického německého časopisu Geologisches Centralblatt, pravidelně publikoval též v českém Věstníku české akademie. Od roku 1892 také pracoval jako kustód a posléze jako kurátor v Národním muzeu, kde především konzervoval fosilie v oddělení Barrandeum. Roku 1927 byl jmenován řádným profesorem paleontologie na Univerzitě Karlově.
Navázal na dílo Joachima Barranda, jehož monumentální Système silurien du center de la Bohème dokončoval a doplňoval. Jako geolog se zabýval zejména silurským a devonským obdobím v české kotlině (Miscellanea silurica Bohemiae, 1901; Études sur les graptolites de Bohême, 1894-1899; Der jetzige Standpunkt der Hercynfrage, 1899). Jako paleontolog se věnoval hlavně plžům.